# ولادیمیر کاساگوفسکی
ولادیمیر آندریویچ کاساگوفسکی (کوسوگوفسکی، کوساگوفسکی) (Владимир Андреевич Косоговский؛ ۲۶ ژانویه ۱۸۵۷ – ۱۲ سپتامبر ۱۹۱۸) یک فرد نظامی اهل روسیه و خاورشناس نظامی، شرکت کننده در جنگ روسیه و عثمانی (۱۸۷۷–۱۸۷۸) و جنگ روسیه و ژاپن (۱۹۰۴-۱۹۰۵ میلادی) و سپهبد ستاد کل (۱۶ جون ۱۹۰۶ میلادی) بود.

## زندگی
ولادیمیر آندریویچ از اشراف ارثی استان نووگورود ، ناحیه والدای آمده بود . او تحصیلات خود را در دبیرستان یکم نظامی مسکو، مدرسه سواره نظام نیکولایف و آکادمی ستاد کل نیکولایف  (۱۸۸۵) تکمیل کرد. از مدرسه به هنگ دوازدهم هوسر آختیرسکی (۱۸۷۶) پیوست. او در منطقه نظامی قفقاز ، آجودان ارشد ستاد فرماندهی لشکر ۲ قزاق قفقاز (۱۸۸۵) ، فرمانده اسکادران در هنگ ۲۲ اژدها آستاراخان (۱۸۸۸)  ، افسر ارشد در ستاد فرماندهی منطقه نظامی قفقاز (۱۸۸۹)، افسر ستاد برای مأموریت های ویژه تحت فرماندهی نیروهای منطقه سمیرهچنسک ، سرهنگ دوم (آوریل ۱۸۹۰)، افسر ستاد برای انجام وظایف در مقر منطقه نظامی قفقاز (مه ۱۸۹۰) خدمت کرد.
در سال ۱۸۹۴، کوسوگوفسکی به درجه سرهنگ ارتقا یافت و به ایران فرستاده شد. به عنوان رئیس آموزش سواره نظام ایرانی و فرمانده بریگاد قزاق ایرانی منصوب شد . کوسوگوفسکی تیپ را از خطر انحلال که آن را تهدید می کرد نجات داد. او مسئول این واقعیت است که این تیپ تحت نفوذ روسیه حفظ شده است. او همچنین ایده تشکیل یک ارتش جدید ایرانی بر اساس تیپ قزاق را داشت که قبلاً توسط پیروان او در آغاز قرن بیستم اجرا شد. سرهنگ کوسوگوفسکی به زبان و گویش‌های فارسی صحبت می‌کرد. حتی قبل از انتصاب، نه تنها از طریق توصیف، بلکه مستقیماً در سفرهای بازرسی به سراسر کشور با ایران آشنا شد.
در شرایطی که سرنوشت تیپ در حال مشخص شدن بود، سرهنگ کوسوگوفسکی که خود را یک فرمانده پرانرژی و فعال نشان می داد، فورا قزاق ها را از مرخصی فراخوانده شروع به ساماندهی پرسنل کرد و ظرف سه ماه در سپتامبر ۱۸۹۴ به تعداد ۵۰۰ نفر قزاق آموزش دیده و مجهز تحت فرمان او قرار گرفتند. سرهنگ کوسوگوفسکی در همان آغاز فعالیت خود با لغو امتیازات، برخی از مهاجران را ناراضی کرد. در ۵ مه ۱۸۹۵ آنها قیام کردند و تیپ را ترک کرده و از حقوق بازنشستگی موروثی خود صرف نظر کردند. وزیر جنگ نایب السلطان با بهره گیری از این امر، در ۹ می از سربازان فراری، به اصطلاح « تیپ پارسی » را تشکیل داد و به محض پایان قرارداد با دولت روسیه، مذاکرات را برای دعوت از مربیان نظامی انگلیسی آغاز کرد. تنها درخواست سفارت روسیه باعث شد تا اوضاع حل شود و در ۲۴ اردیبهشت با فرمان ناصرالدین‌شاه، «تیپ پارسی» تازه تأسیس منحل شد. در همان روز شاه "آیین نامه" تهیه شده توسط کوسوگوفسکی را امضا کرد که بر اساس آن دولت ایران موظف شد فقط مربیان نظامی روسی را به تیپ دعوت کند. این آئین نامه همچنین اختیارات فرمانده تیپ را به گونه ای افزایش داد که بر خلاف میل انگلیسی ها به تبدیل تیپ به ابزار مؤثر دولت روسیه کمک کرد. دخالت در امور داخلی تیپ ممنوع بود.
در زمان کوسوگوفسکی، تیپ قزاق ایرانی سازمان یافته ترین واحد رزمی در کل تاریخ ارتش منظم ایران بود. خود کوسوگوفسکی نفوذ فوق‌العاده‌ای در دربار شاه به دست آورد که به او اجازه داد در زندگی سیاسی داخلی دولت شرکت کند. در ۱ مارس ۱۸۹۹ مظفرالدین‌شاه دستور داد هزار نفر به نفرات تیپ افزوده شود که این دستور تا ۳۱ اوت ۱۸۹۹ اجرا شد.
در ۷ ژوئیه ۱۹۰۰، کوسوگوفسکی به درجه سرلشکری ارتقا یافت.
سایر مناسب او اینگونه است: انتصاب به قائم مقام ستاد کل (۱۹۰۳)، فرمانده گروهان لیائوهی (در جنگ روسیه و ژاپن) (آوریل ۱۹۰۴)، فرمانده لشکر قزاق سیبری (ژوئیه ۱۹۰۴)، رئیس گروه لیائوهی (در جنگ روسیه و ژاپن) (اوت ۱۹۰۴)، فرمانده تیپ ترکیبی قزاق آمور (۱۹۰۵)، رئیس منطقه ماوراءالنهر و قائم مقامی فرمانده سپاه دوم ترکستان (دسامبر ۱۹۰۵)، بازنشستگی (ژوئن ۱۹۰۶).
کوسوگوفسکی آرشیو غنی، کتابخانه ای از کتاب های شرق (عمدتاً درباره ایران)، و همچنین مجموعه ای از سلاح های شرقی و اشیاء هنری را جمع آوری کرد. وی در سال ۱۹۱۳ عضو انجمن خاورشناسان روسی  گردید.
سرانجام در سپتامبر ۱۹۱۸ توسط بلشویک ها در ملک خود در پوگوستیخا در استان نووگورود تیرباران شد.

## کتابشناسی

### آثار منتشر شده
از دفتر خاطرات تهران سرهنگ V. A. Kosogovsky. - M.، 1960 (قطعات)

ایران در پایان قرن نوزدهم // شرق جدید. 1923. شماره 3 (قطعه)

مقاله در مورد توسعه تیپ قزاق ایرانی // شرق جدید. 1923. شماره 4

### آثار منتشر نشده
نیروهای مسلح ایران // RGVIA , f. 76، op. 1، نه 378 (503 ص.)

تاریخچه بریگاد قزاق ایرانی // RGVIA، f. 76، op. 1، نه 217 (315 ص.)

مقالاتی درباره ایران // RGVIA, f. 76، op. 1، نه 371 (130 صفحه)

خاطرات // RGVIA، f. 76، op. 1، نه 591 (128 صفحه)

دفتر خاطرات // آرشیو خاورشناسان مؤسسه نسخ خطی شرقی آکادمی علوم روسیه، ف. 30، V. A. Kosagovsky